# Barbara Kingsolver
Barbara Kingsolver   (Annapolis, 8 d'abril de 1955) és una novel·lista, assagista i poeta nord-americana. Les seves obres inclouen La Bíblia de l'arbre del verí, la història d'una família missionera al Congo, i Animal, Vegetable, Miracle: A Year of Food Life, un relat de no ficció que narra els esforços de la seva família per menjar exclusivament aliments de proximitat. Es va convertir en la primera autora a guanyar dues vegades el Premi Femení de Ficció per les novel·les The Lacuna el 2010 i Demon Copperhead el 2023. Amb Demon Copperhead també va guanyar el prestigiós Premi Pulitzer de Ficció el 2023. Cadascun dels seus llibres publicats des de 1993 ha estat a la llista dels més venuts del New York Times. La seva literatura sovint aborda temes crucials com la justícia social, la biodiversitat i les complexitats de la relació entre els humans i el seu entorn.

## Biografia
Kingsolver va néixer a Annapolis, el 1955 i va créixer a Carlisle, Kentucky, quan tenia set anys, la família es va traslladar a Leopoldville (ara Kinshasa), República Democràtica del Congo, on els seus pares treballaven en el sector de la salut pública.
Després de graduar-se a l'escola secundària, Kingsolver va estudiar a la Universitat DePauw a Greencastle, Indiana, amb una beca de música per estudiar piano, però més endavant va canviar l'especialitat i va estudiar Biologia. Es va graduar a la societat d'honor acadèmica Phi Beta Kappa amb una llicenciatura en ciències el 1977, després es va traslladar a França durant un any, i seguidament es va establir a Tucson, Arizona, on va viure durant gran part de les dues dècades següents. El 1980, es va matricular a l'escola de postgrau de la Universitat d'Arizona, on va obtenir un màster en ecologia i biologia evolutiva.El 2008, va rebre un doctorat honoris causa en Humanitats per la Duke University, on va pronunciar un discurs de graduació titulat "How to Be Hopeful". A finals de la dècada de 1990, va ser membre fundadora de Rock Bottom Remainders, una banda de rock and roll formada pels escriptors Amy Tan, Matt Groening, Dave Barry i Stephen King, on tocava el teclat.

## Vida personal
El 1985, es va casar amb Joseph Hoffmann i amb qui va tenir una filla el 1987, amb la qual es va traslladar a Tenerife durant un any durant la primera guerra del Golf, sobretot a causa de la frustració per la implicació militar dels Estats Units. Després va tornar als Estats Units el 1992, i es va separar del seu marit. El 1994 es va casar amb Steven Hopp, un ornitòleg, i el 1996 va néixer la seva filla Lily. El 2004, es va traslladar amb la seva família a una granja al comtat de Washington.A partir de l'abril de 2005, Kingsolver i la seva família van passar un any menjant aliments de proximitat, tot i que es van fer excepcions per a ingredients bàsics no disponibles localment, com el cafè i l'oli d'oliva, tot cultivant verdures, criant bestiar, elaborant formatge, etc. Kingsolver, el seu marit i la seva filla gran van narrar les seves experiències d'aquell any, al llibre Animal, Vegetable, Miracle: A Year of Food Life, publicat el 2007 que va guanyar el premi James Beard Foundation el 2008.
Des del 2020, viu a la zona dels Apalatxes dels Estats Units.

## Carrera d'escriptora

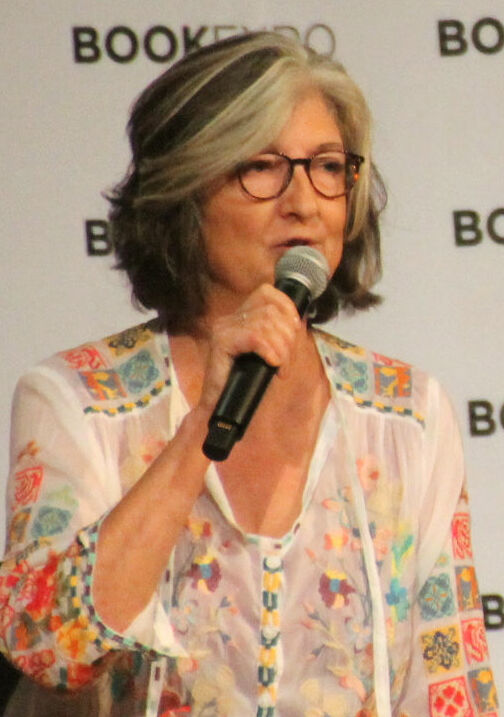
Kingsolver parlant a la BookExpo Amèrica el 2018

Kingsolver va iniciar la seva trajectòria com a escriptora científica per a la Universitat d'Arizona, a mitjans de la dècada de 1980 fet que finalment la va portar a escriure articles per al setmanari local, el Tucson Weekly de Phoenix.
La primera novel·la Arbres de les mongetes, es va publicar l'any 1988, i va ser la primera obra d'aquesta autora que es va traduir a una altra llengua, concretament al català per Edicions de l'Eixample l'any 1991. En aquest llibre explica la història d'una jove que marxa de Kentucky cap a Arizona i adopta un nen abandonat; la va escriure a la nit mentre estava embarassada del seu primer fill i lluitava contra l'insomni. La seva següent obra de ficció, publicada l'any 1990, va ser Homeland and Other Stories, una col·lecció de contes que explora diversos temes des de les terres ancestrals fins als problemes matrimonials. La novel·la Els Somnis dels animals també es va publicar el 1990, seguida de Pigs in Heaven, la seqüela d'Arbres de mongetes, el 1993.
Publicada el 1998, La Bíblia de l'arbre del verí és una de les obres més conegudes de Kingsolver. Narra la vida de l'esposa i les filles d'un missioner baptista en una missió cristiana a l'Àfrica i tot i que l'ambientació de la novel·la guarda semblances amb la pròpia infància de l'autora a la República Democràtica del Congo el relat no és autobiogràfic. La novel·la va ser seleccionada com a lectura pel Oprah's Book Club ia més, va guanyar el National Book Prize de Sud-àfrica i va ser finalista tant per al Premi Pulitzer com per al Premi PEN/Faulkner.
L'any 2000 va publicar Estiu pròdig ambientada al sud dels Apalatxes, aquest mateix any el president dels Estats Units Bill Clinton li va atorgar la Medalla Nacional d'Humanitats.
EL 2009 va publicar The Lacuna que va obtenir Premi Femení de ficció el 2010 En la novel·la Light Behavior, publicada el 2012, explora temes ambientals i destaca els efectes potencials de l'escalfament global sobre la papallona monarca.
El 2011, va guanyar el premi Dayton Literary Peace Richard Holbrooke en record al diplomàtic nord-americà que va tenir un paper fonamental en la negociació dels acords de pau de Dayton el 1995. El 2014, va rebre el premi Lifetime Achievement Award de la Biblioteca de Virginia en reconeixement de les seves contribucions destacades.
Unsheltered es va publicar el 2018, la trama segueix dues famílies a Vineland, Nova Jersey, una a la dècada de 1800 i l'altra després de l'huracà Sandy, el 2012. El 2022, va publicar la novel·la Demon Copperhead inspirada en David Copperfield i ambientada al sud dels Apalatxes va rebre el premi Pulitzer de ficció el 2023, juntament amb Hernán Díaz.
Kingsolver també és una poeta i assagista. S'han publicat dues de les seves col·leccions d'assajos, High Tide in Tucson el 1995 i Small Wonder el 2003. El 1998 es va publicar una antologia de la seva poesia amb el títol Another America. El seu assaig "Where to Begin" apareix a l'antologia Knitting Yarns: Writers on Knitting el 2013, publicada per W. W. Norton & Company. La seva poesia en prosa també va acompanyar fotografies d'Annie Griffiths Belt en una obra del 2002 titulada Last Stand: America's Virgin Lands.
Les seves principals obres de no ficció inclouen la seva publicació de 1990 Holding the Line: Women in the Great Arizona Mine Strike de 1983 i Animal, Vegetable, Miracle: A Year of Food Life de 2007. També com a periodista científica ha escrit articles en publicacions periòdiques com Economic Botany sobre temes com les plantes del desert i els biorecursos.

## Premi Bellwether
L'any 2000, Kingsolver va establir i finançar el Premi Bellwether de ficció que s'atorga cada dos anys a un ciutadà nord-americà per una obra de ficció inèdita que abordi temes de justícia social. El premi inclou la publicació de l'obra i un premi en metàl·lic de 25.000 dòlars. Ella ha afirmat que volia crear un premi literari per "animar escriptors, editors i lectors a considerar com la ficció implica visions de canvi social i de la justícia humana". El maig de 2011, el PEN American Center va anunciar que assumiria l'administració del premi, que es coneixeria com el Premi PEN/Bellwether per a la ficció socialment compromesa.

## Estil literari i temes
Kingsolver ha escrit novel·les tant en l'estil narratiu en primera persona com en tercera persona, i sovint utilitza narracions superposades. Sovint escriu sobre llocs i situacions amb els quals està familiaritzada; moltes de les seves històries es basen en llocs on ha viscut, com ara l'Àfrica Central, Arizona i els Apalatxes . Ha afirmat que les seves novel·les no són autobiogràfiques, tot i que sovint hi ha punts en comú entre la seva vida i la seva obra.
Els seus personatges s'inscriuen sovint al voltant de les lluites per la igualtat social, com ara les dificultats que pateixen els immigrants sense papers, els treballadors pobres i les mares solteres. Altres temes comuns en el seu treball inclouen l'equilibri de la individualitat amb el desig de viure en comunitat i la interacció i el conflicte entre els humans i els ecosistemes en què viuen. S'ha dit que Kingsolver utilitza prosa i narracions atractives per fer que els esdeveniments històrics, com ara les lluites del Congo per la independència, siguin més interessants i atractius per al lector mitjà.

## Premis i honors
- 1993 Los Angeles Times Book Prize (per a Pigs in Heaven )
- Medalla Nacional d'Humanitats 2000[25]
- Premi de la Unió de Llibertats Civils d'Arizona[23]
- Premi Dona de Ficció 2010 (per The Lacuna)[26]
- Premi de pau literària de Dayton Literary Peace Richard Holbrooke
- 2014 Lifetime Achievement Award de la Biblioteca de Virgínia[29]
- 2018 Virginia Women in History[30]
- 2022 James Tait Black Prize de ficció (per Demon Copperhead)[38]
- Premi Pulitzer de ficció 2023 (per Demon Copperhead)[31][3]
- Premi Dona de Ficció 2023 (per Demon Copperhead)[26]